# Arnon Bezerra
José Arnon Cruz Bezerra de Menezes (Crato, 13 de agosto de 1951) é um médico e político brasileiro, atualmente filiado ao Partido Socialista Brasileiro (PSB). Foi deputado federal por vários mandatos e prefeito de Juazeiro do Norte (2016-2020).

## Biografia
Filho de Leandro Bezerra de Menezes (ex-vereador de Juazeiro do Norte), e Maria de La Salette Cruz Bezerra de Menezes, José Arnon é membro de uma família de tradição política. Através de seu pai, é sobrinho de Alacoque, de Orlando, de Humberto e de Adauto Bezerra.

### Vida profissional
Em 1979, graduou-se em Medicina pela Universidade Federal da Bahia. Logo em seguida fez residência médica em cirurgia geral no Hospital Ana Nery, em Salvador.

### Carreira política
Foi secretário de saúde de Juazeiro do Norte de 1983 a 1988. Em 1990, foi eleito deputado estadual. Em 1994, foi eleito deputado federal, conseguindo se reeleger por seis vezes consecutivas. Em 17 de abril de 2016, Arnon Bezerra votou contra a abertura do processo de impeachment de Dilma Rousseff.
Posteriormente, votou a PEC do Teto dos Gastos Públicos.
No pleito eleitoral realizado no dia 02 de Outubro de 2016, foi eleito prefeito da cidade de Juazeiro do Norte alcançando um total de 55.538 votos válidos ou 42,72% da votação total.
Nas eleições municipais de 2020, obteve 48.079 votos (36,20% dos votos válidos), não conseguindo ser reeleito. O candidato vitorioso, Glêdson Bezerra (PODE), recebeu 50.715 votos (38,18% dos votos válidos).
Nas eleições federais de 2022, foi candidato a deputado federal. Obteve 37.057 votos, ficando apenas como terceiro suplente do Partido Democrático Trabalhista (PDT). 